# Любимівка (Василівський район)
Люби́мівка — село в Україні, у Роздольській сільській громаді Василівському районі Запорізької області. Населення становить 369 осіб.

## Географія
Село Любимівка розташоване на автошляху міжнародного значення М18E105, за 1,5 км від села Садове, за 2 км від села Барвинівка, за 9 км від найближчої залізничної станції Бурчацьк, за 18 км на північний схід від смт Михайлівка. Поруч тече 3-й магістральний канал. Відстань до обласного центру — 71 км, до районного центру — 15 км.

## Населення

### Мова
Розподіл населення за рідною мовою за даними перепису 2001 року:
| Мова            | Кількість | Відсоток |
| --------------- | --------- | -------- |
| українська      | 1101      | 89.88%   |
| російська       | 103       | 8.41%    |
| циганська       | 8         | 0.65%    |
| вірменська      | 4         | 0.33%    |
| білоруська      | 2         | 0.16%    |
| інші/не вказали | 7         | 0.57%    |
| Усього          | 1225      | 100%     |

## Історія
Село Любимівка заснована у 1921 році переселенцями з селища Михайлівка.
22 листопада 2017 року Любимівська сільська рада, в ході децентралізації, об'єднана з Роздольською сільською громадою.
12 червня 2020 року, відповідно до розпорядження Кабінету Міністрів України № 713-р «Про визначення адміністративних центрів та затвердження територій територіальних громад Запорізької області», увійшло до складу Роздольської сільської громади.
19 липня 2020 року, в результаті адміністративно-територіальної реформи та ліквідації Михайлівського району, село увійшло до складу Василівського району.
З початку російського вторгнення в Україну село тимчасово окуповане російськими загарбниками.
У вересні 2022 року загальноосвітню школу в селі Любимівка російські окупанти перетворили на шпиталь, де розмістили понад 100 поранених. Крім того, навколо будівлі школи, прикриваючись дітьми, розгорнули близько 10 одиниць військової техніки.

## Видатні люди
- Горлов Анатолій Федорович (1948—2023) — український журналіст, головний редактор газети «Голос України»
- Прохоров Микола Олександрович (1990—2014) — солдат Збройних сил України, учасник російсько-української війни[6].
- Федан Валерій Олександрович (1997—2017) — солдат Збройних сил України, учасник російсько- української війни, нагороджений орденом «За заслуги перед Запорізьким краєм» ІІІ ступеня (посмертно)[7].